# 抗日战争时期定海县政府旧址
29°54′32.39″N 121°57′55.84″E / 29.9089972°N 121.9655111°E
抗日战争时期定海县政府旧址位于中国浙江省宁波市北仑区大榭街道东岙村，建筑坐西朝东，为三合院建筑，由正屋、左右两厢房、后屋组成，正门朝北，原为戴氏住处，1939年6月23日定海县（现舟山市）县政府为避日军曾搬迁至此，后迁往柴桥，2023年9月1日公布为宁波市文物保护单位。